# 譜 (源氏物語)
源氏物語における譜とは、源氏物語が成立して間もない時期に存在したとされる源氏物語に関連する何らかの書き物のことである。

## 更級日記の逸文の記述
鎌倉時代後期に成立した了悟による源氏物語の注釈書『幻中類林』の中から本文関係の記述を抜き出した書物「光源氏物語本事」（島原松平文庫蔵本）の中に伝えられる更級日記の逸文において、1021年ころに更級日記の作者である菅原孝標女が源氏物語全体を初めて手に入れて読んだときのことについて、現在の流布本である定家本系統の本文では「五十余まき櫃に入りて」となっているところが、「ひかる源氏の物がたり五十四帖に譜ぐして」（「譜」と呼ばれるものを手元に置いて〈読んだ〉）となっている。

## 鎌倉時代の識者たちの見解
『幻中類林』の著者了悟にとってもこの「譜」のことは「年来の不審であった」らしく、了悟は、この「譜」が何であるのかを当時の有識者たちに尋ねて回り、以下のような諸家の回答を幻中類林に記している。
「うちふみ」（氏文＝系図）であるとするもの
衣笠内府家良（衣笠家良）・宰相入道頼隆（藤原頼隆）・三位入道知家卿
「目六」（巻名目録・梗概書）であるとするもの
堀川相公雨林具氏（堀川具氏＝源具氏）
「宮内少輔が釈」（藤原伊行の源氏釈）のようなもの、すなわち注釈書ではないかとするもの
真観西山殿
これらの意見の中には真観のように「上代のことはかりがたし」などとして意味を明らかにすることについて消極的な見解も存在したものの、この更級日記の記述の存在そのものについては疑問を示す見解は示されていない。

## 「譜」が存在したことの意義
「譜」の内容がどのようなものであるにせよ、源氏物語が出来て間もない時代の物語が単なる「女子供の手慰み」・「おもしろい読み物」としか考えられなかった時期であり、また「几帳の中で一人で一日中読みふける」といったことが出来た、また源氏物語の最初の注釈書とされる源氏釈（但し雪月抄ではこれに先行して大江正房が揚名介の問題について自説を述べたとされるなど、個々の問題についての論述は存在したと見られる。）が成立する12世紀半ばより100年以上も前の時代に、このような「物語を読むに当たって参考となるような書物」が存在したことが源氏物語の享受の歴史の上で注目される。

## 譜巻
なお、光源氏物語本事には、「譜」の内容を聞いて回った中で「大炊御門齊院式子内親王御本」なる写本に「譜巻」なるものが付されていたという宰相入道頼隆（藤原頼隆）の発言を伝えている。式子内親王とは後白河天皇の第3皇女である。藤原頼隆は「譜巻」を系図であるとしている。